# 証書貸付
証書貸付（しょうしょかしつけ）とは経済学用語の一つ。これは金融機関が行っている融資の形態の一つであり、借主に借用証書を差し出させることと引き換えに融資を行うという形態。多くの場合、これは長期の担保付の貸付を行う場合に用いられている。